# 图龙人

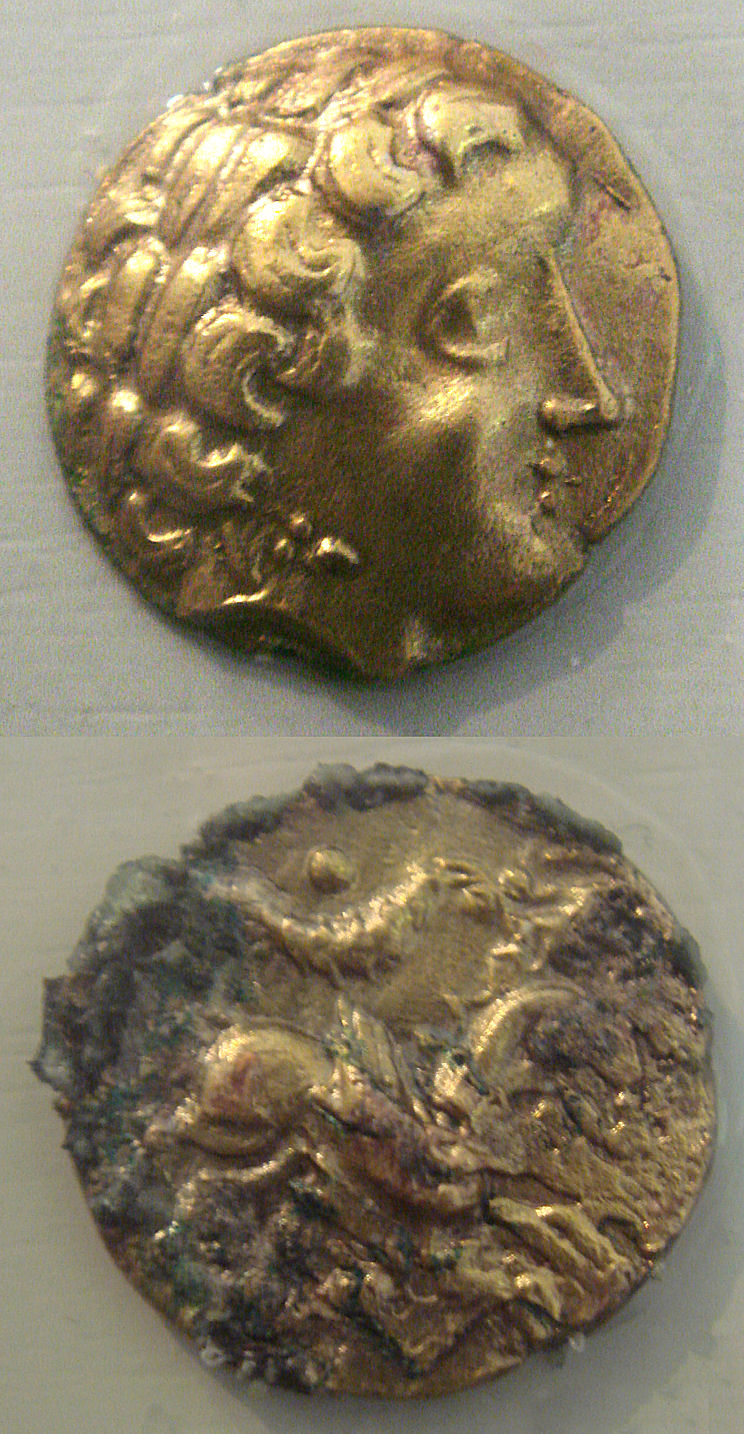
图龙人的钱币，公元前5至1世纪

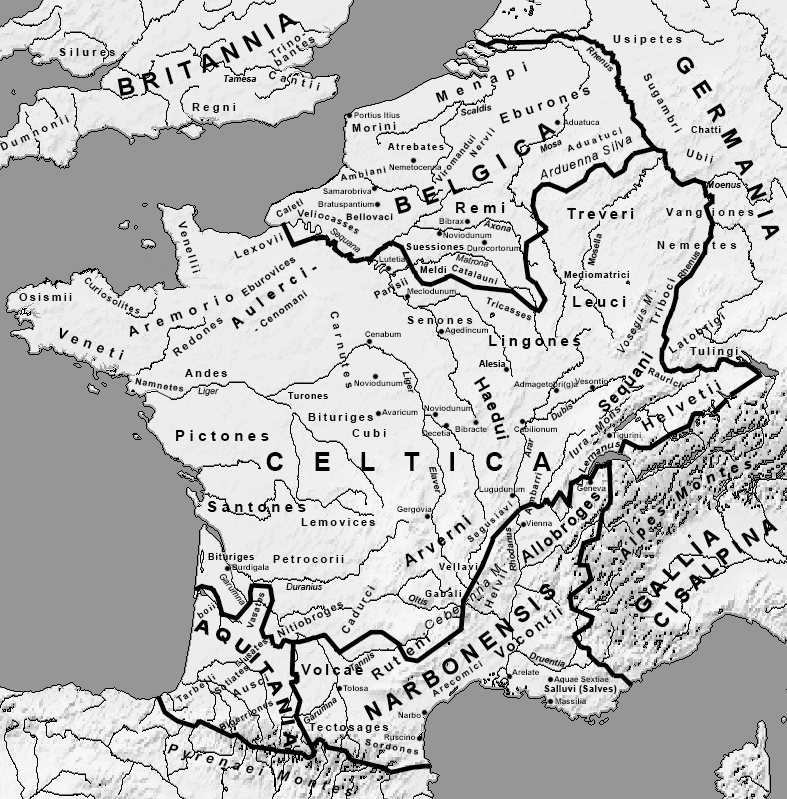
公元前一世纪时的高卢，标有凯尔特诸部的推定位置。

图龙人（Turones），又译为图伦内斯人、图罗奈人、杜隆耐斯人、都龙耐斯人、图荣奈人等等，是一支罗马统治前生活在高卢的凯尔特人，在罗马时代则生活在卢格敦高卢行省。现在法国的图赖讷及其首府图尔的名字就是来自于他们。他们生活在今安德尔-卢瓦尔省全境，安德尔省及维埃纳省部分地区。他们生活的地区中最主要的城市是（意为“凯撒丘”），即今天的图尔。在罗马征服之前，该部落的主要城堡（oppidum）可能是今天的丰代泰，也可能是后于昂布瓦斯城堡建立的沙特利耶奥皮杜姆（Oppidum des Châtelliers）。
他们就是托勒密的《地理学》（Geographia）中与其他日耳曼部落一起提到的人。

凯撒的《高卢战记》中提到过他们。此外中世纪蒙茅斯的杰弗里的伪史《不列颠诸王史》中亦提到过他们。